# Hamid Baghaie
Hamid Baghaie (en persan : حميد بقایی) est un homme politique iranien né à Hamadan. Il a été le vice-président de Mahmoud Ahmadinejad entre 2011 et 2013,. Il est arrêté le 8 juin 2015 et détenu 6 mois.
Baghaei est arrêté le 8 juin 2015 et détenu 6 mois. Les charges qui pèsent contre lui ne sont pas rendues publiques mais selon certaines rumeurs, il serait impliqué dans une affaire de corruption. En mars 2017, l'instruction est toujours en cours,.
En avril 2017, Baghaei s'inscrit à l'élection présidentielle de mai 2017 et bénéficie du soutien d'Ahmadinejad. En avril, le Conseil des gardiens de la Constitution rejette, entre autres, les candidatures de Baghaei et Ahmadinejad.